# Provincia di Tumbes
La provincia di Tumbes è una provincia del Perù, situata nella regione di Tumbes.

## Capitale e data di fondazione
Tumbes - 7 gennaio del 1821

## Sindaco (alcalde)
- Carlos Silva Mena (2019-2022)
- Pio César Cuenca Sulca (2007-2010)

## Superficie e popolazione
- 1 800,85 km²
- 139 073 abitanti (nel 2005)

## Provincie confinanti
Confina a nord con l'oceano Pacifico; a sud con l'Ecuador e con la regione di Piura; a est con la provincia di Zarumilla e a ovest con la provincia di Contralmirante Villar

## Geografia antropica

### Suddivisioni amministrative
È divisa in sei distretti (comuni)
- Tumbes
- Corrales
- La Cruz
- Pampas de Hospital
- San Jacinto
- San Juan de la Virgen